# Élection présidentielle finlandaise de 2024
L'élection présidentielle finlandaise de 2024 (en finnois : Suomen presidentinvaali 2024) a lieu les 28 janvier et 11 février 2024 afin d'élire le président de la république de Finlande pour un mandat de six ans. Le président sortant, Sauli Niinistö n'est pas rééligible, la constitution limitant à deux le nombre de mandats consécutifs.
Après une campagne dominée par les questions liées aux affaires étrangères dans le contexte des tensions liées à l'invasion de l'Ukraine par la Russie, le premier tour aboutit à un ballottage entre Alexander Stubb, issu comme le président sortant du Parti de la coalition nationale (Kok), et le candidat de la Ligue verte (Vihr), Pekka Haavisto, qui arrive deuxième pour la troisième fois consécutive.
Alexander Stubb remporte la victoire au second tour avec un peu moins de 52 % des voix. Il entre en fonction le 1er mars suivant.

## Contexte

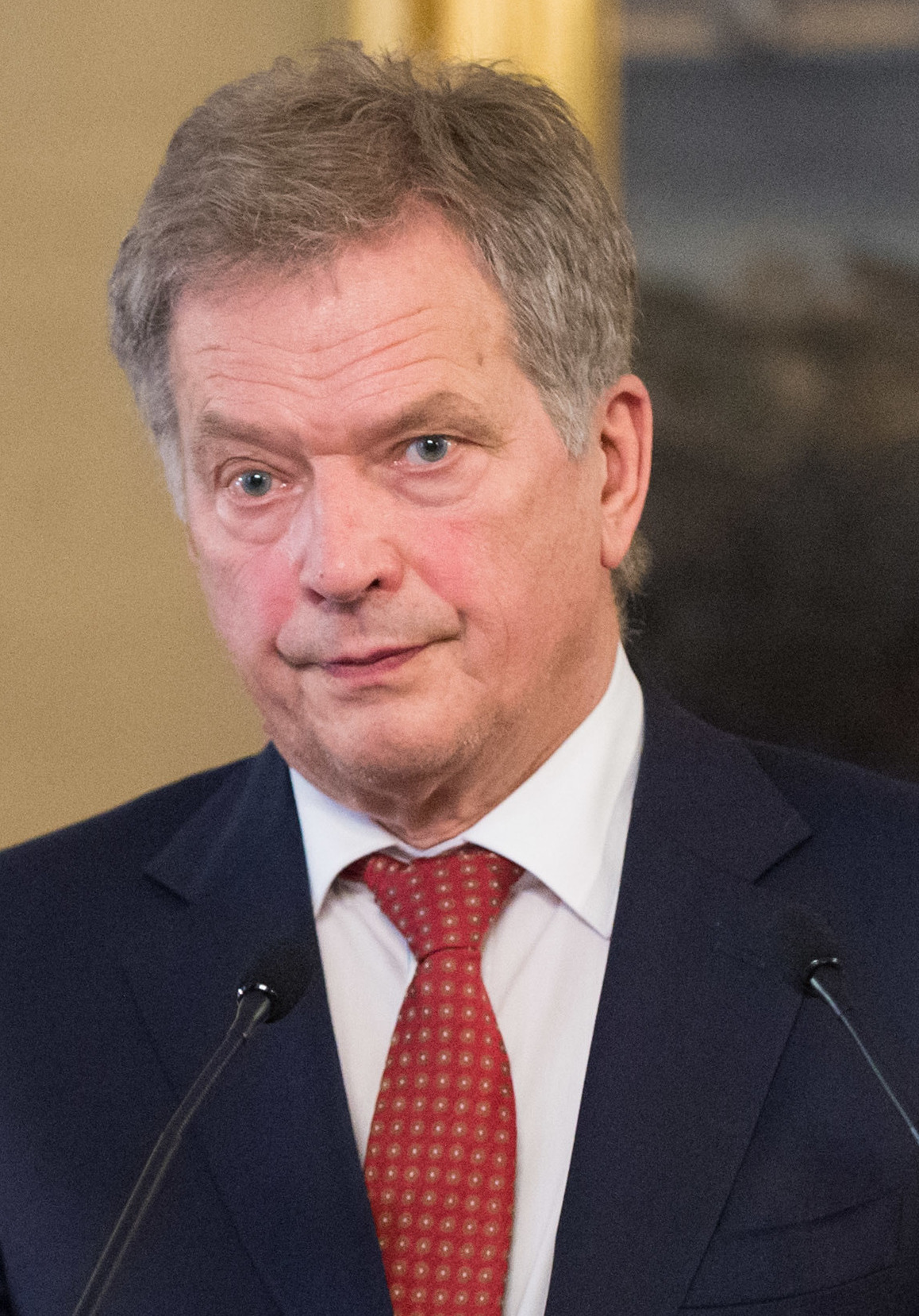
Sauli Niinistö

Élu en 2012 avec 63 % des voix au second tour face au candidat de la Ligue verte, Pekka Haavisto, l'ancien ministre des finances Sauli Niinistö, candidat du Parti de la coalition nationale (Kok) est réélu dès le premier tour de l'élection présidentielle de 2018 avec une avance similaire, une performance inédite depuis que le suffrage universel direct a été instauré pour l'élection du chef de l'État en 1994,.
Les élections législatives d'avril 2023 voient la défaite du Parti social-démocrate (SDP) de la Première ministre Sanna Marin. Le SDP est ainsi devancé par le Parti de la coalition nationale, mené par Petteri Orpo, tandis que le Parti des Finlandais (PS) mené par Riikka Purra arrive troisième, les trois formations finissant au coude à coude avec environ 20 % des voix chacune. Bien que saluée pour avoir géré avec efficacité la pandémie de Covid-19 et l'adhésion du pays à l'OTAN ainsi que pour ses prises de position très fermes vis-à-vis de la Russie dans le cadre de son invasion de l'Ukraine, Sanna Marin fait alors les frais de ses mauvais résultats dans le domaine économique, notamment face à la forte hausse de l'inflation et de la dette publique. Deux mois plus tard, Petteri Orpo lui succède au poste de Premier ministre en formant une coalition quadripartite entre son parti, le Parti des Finlandais, le Parti populaire suédois de Finlande et les Chrétiens-démocrates,.
Les tensions avec la Russie se poursuivent en 2024, l'attitude « agressive et belliqueuse » de cette dernière plaçant les affaires étrangères au cœur de la campagne pour la présidentielle. S'il dispose de pouvoirs limités par rapport au Premier ministre dans le cadre d'un régime parlementaire, le président finlandais demeure néanmoins le chef des armées et dirige la politique étrangère en collaboration avec le gouvernement,.

## Mode de scrutin
Le président finlandais est élu au scrutin uninominal majoritaire à deux tours pour un mandat de six ans renouvelable une seule fois de manière consécutive.
Peuvent se présenter les Finlandais de naissance, soutenus soit par un parti politique ayant remporté au moins un siège de député au Parlement lors des dernières élections législatives, soit par 20 000 électeurs inscrits sur les listes électorales.
Au premier tour, la majorité absolue des suffrages exprimés est requise pour remporter l'élection. Si aucun candidat ne parvient à obtenir ce résultat, un second tour est organisé deux semaines plus tard entre les deux candidats arrivés en tête. Celui des deux qui remporte le plus grand nombre de suffrages est élu président de la République. Dans le cas où un seul candidat se présente, il est automatiquement proclamé chef de l'État, sans consultation électorale.

## Candidats

### Pekka Haavisto

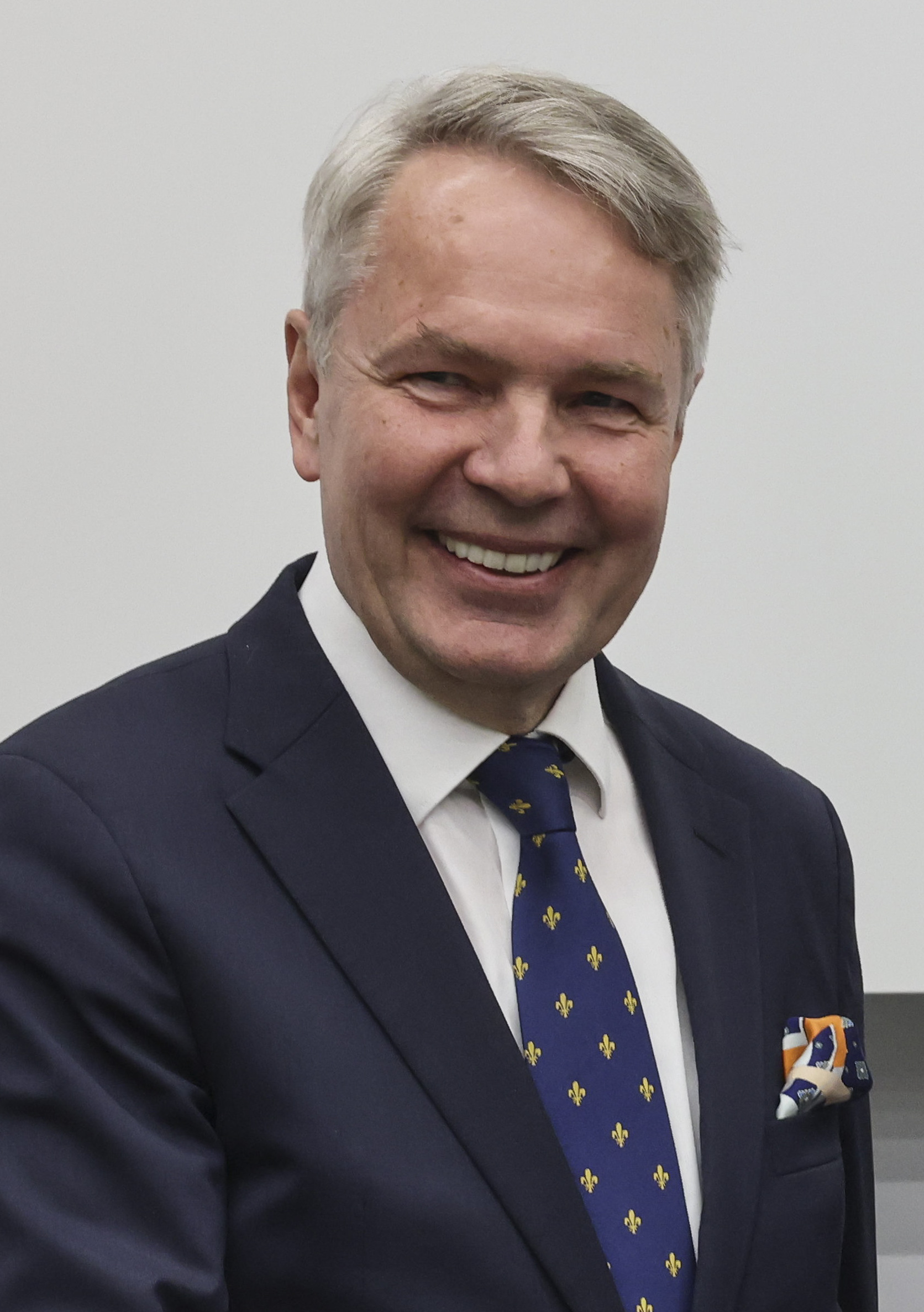
Pekka Haavisto

L'ancien ministre des Affaires étrangères et député de la Ligue verte (Vihr) Pekka Haavisto annonce sa candidature le 8 juin 2023. Candidat malheureux face au président sortant Sauli Niinistö en 2012 et en 2018 — où il termine chaque fois deuxième —, Haavisto se présente officiellement en candidat indépendant, lançant une collecte de signatures le jour de l'annonce de sa candidature. Le 3 octobre 2023, le comité de collecte annonce avoir réuni 48 000 signatures de soutien, dépassant largement le seuil requis de 20 000 signatures.
Bien qu'âgé de 65 ans, sa bonne position dans les sondages tiendrait à sa popularité parmi les jeunes électeurs et les femmes, ainsi qu'à son caractère rassembleur, les électeurs d'aucun parti n'étant vigoureusement opposés à sa candidature. Dans un sondage d'Yle publié en mai 2023, Haavisto est ainsi plébiscité par environ 28 % des personnes interrogées. Il est donné vainqueur de second tours hypothétiques face à chacun des autres candidats potentiels dans une enquête d'opinion de Ilta-Sanomat du 13 juin 2023.

### Alexander Stubb

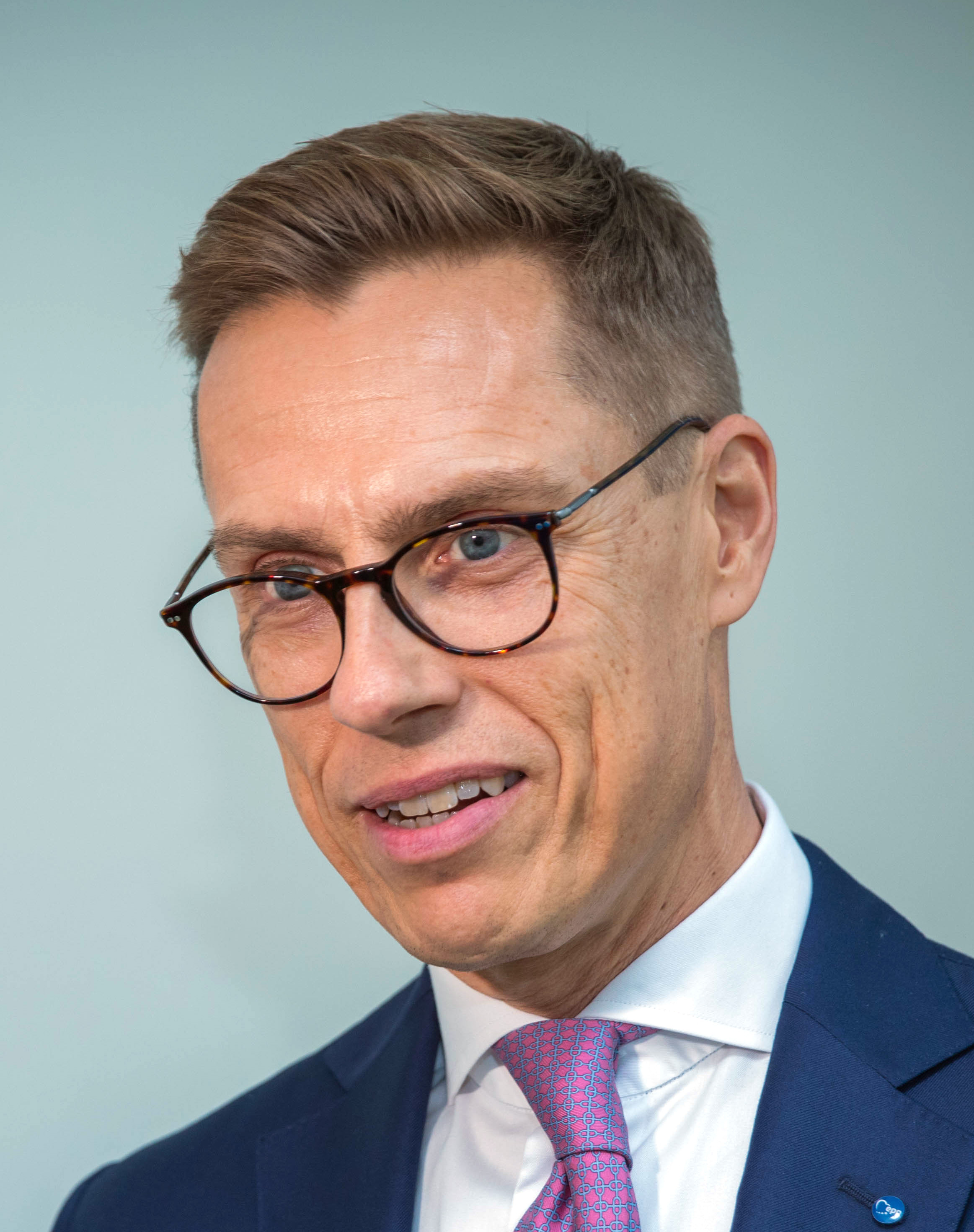
Alexander Stubb

Après avoir commencé sa carrière politique en 2004 en devenant député européen, Alexander Stubb devient ministre à plusieurs reprises aux affaires étrangères et aux finances entre 2008 et 2016, avant de devenir Premier ministre de 2014 à 2015 puis vice-président de la Banque européenne d'investissement. Âgé de 55 ans, il est professeur à l'Institut universitaire européen au moment de l'élection présidentielle.
Membre du Parti de la coalition nationale (Kok) dont il était à la tête avant d'en céder la direction à Petteri Orpo en 2016, Alexander Stubb annonce sa candidature le 16 août 2023 après avoir été officiellement invité à être le candidat du parti.

### Mika Aaltola
Directeur de l'Institut finlandais des affaires internationales, Mika Aaltola crée la surprise en étant donné à la huitième place dans un sondage d'opinion publié par Yle le 28 mars 2022. Porté par sa popularité grandissante en tant qu'expert en géopolitique devenu un commentateur récurrent de la situation en Ukraine à la suite de l'invasion russe de l'Ukraine en février 2022, Aaltola envisage sérieusement sa candidature lorsque des sondages d'Ilta-Sanomat révèle que 32 % des sondés se déclarent prêt à voter pour lui en mai 2022, puis 44 % en octobre, ce qui le place alors en première place dans les sondages,. Jugeant cependant n'avoir que « 1 % de chances » de devenir président de la Finlande, il déclare alors attendre de connaître davantage la liste des candidats en lice, étant opposé à une campagne qui ne verraient s'opposer que des candidats favorable au maintien de la politique de finlandisation,.
Il accorde un entretien au Helsingin Sanomat, le plus grand quotidien du pays, qui publie de lui un profil complet le 4 novembre 2022. L'article fait notamment ressortir une tendance d'Aaltola à ne plus se comporter en simple expert en géopolitique mais plutôt en homme politique. S'il réitère le même jour dans un tweet qu'il n'a « pas l'intention de [se] présenter à l'élection présidentielle », il fait part le 11 avril 2023 de son hésitation à se présenter en indépendant face aux machines électorales des principaux partis politiques malgré des sondages qui le maintiennent alors en première place,,.
Aaltola finit par annoncer sa candidature le 3 août 2023. Âgé de 54 ans, il se présente en candidat indépendant en rassemblant le 10 octobre 2023 25 000 signatures d'électeurs via une association de soutien, dépassant ainsi le seuil de 20 000 signatures requis.

### Jussi Halla-aho

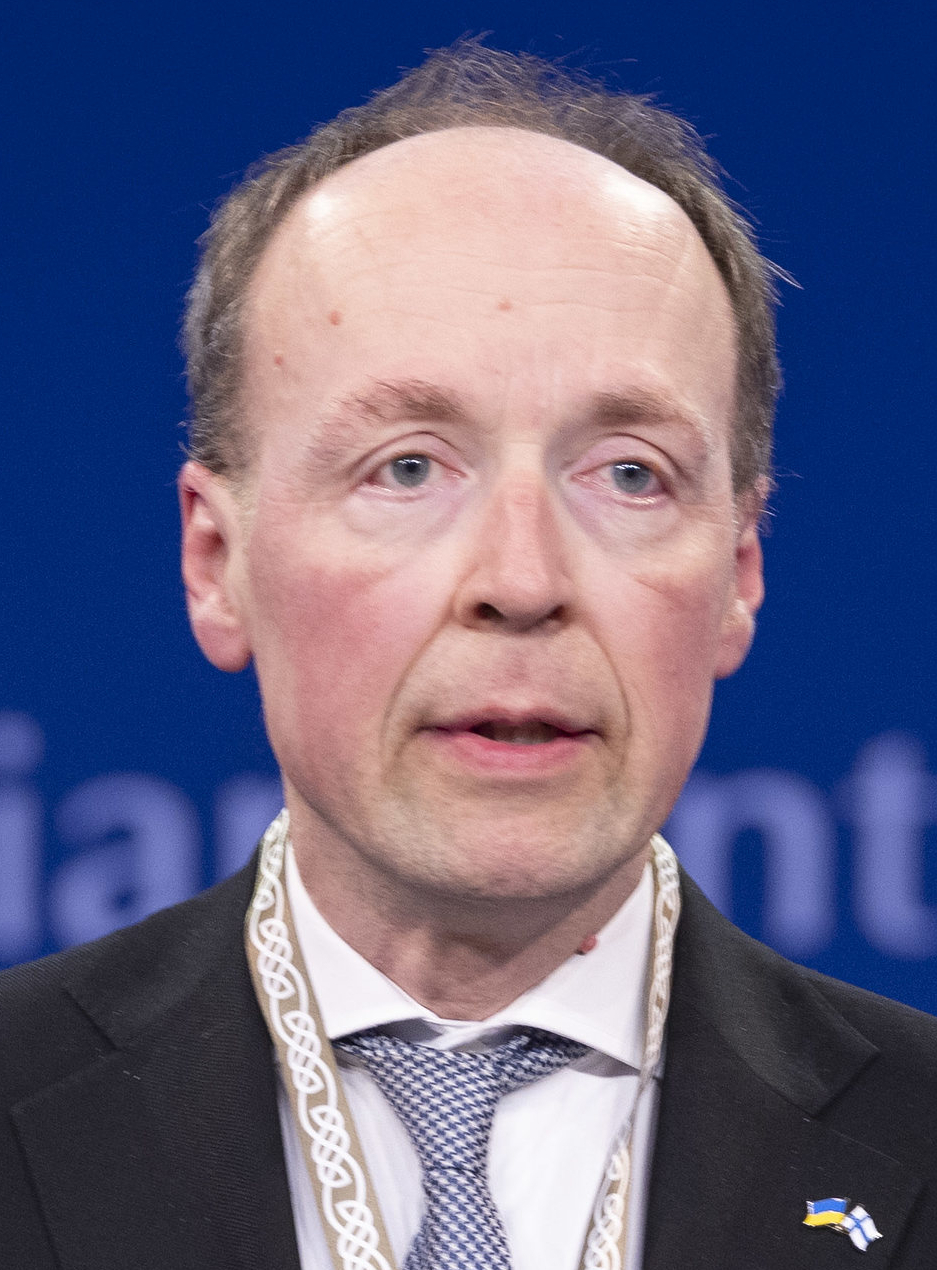
Jussi Halla-aho

Après avoir cédé la présidence du Parti des Finlandais (PS) à Riikka Purra en 2021, Jussi Halla-aho devient président du Parlement en juin 2023 à l'issue de la formation du gouvernement de coalition d'Petteri Orpo.
Âgé de 52 ans, il annonce sa candidature le 7 juillet 2023, laquelle est confirmée par un congrès du parti le mois suivant. Jussi Halla-aho est notamment connu pour ses critiques virulentes du multiculturalisme et de la politique migratoire, qui lui valent une importante popularité ainsi qu'une réputation particulièrement clivante,. 

### Li Andersson
La dirigeante de l'Alliance de gauche (Vas), Li Andersson, annonce sa candidature le 13 septembre 2023. Âgée de 36 ans, cette ancienne ministre de l'Éducation dans le gouvernement Marin de 2019 à 2020 puis de 2021 à 2023 bénéficie d'une importante popularité dans son parti.

### Sari Essayah
A la tête des Chrétiens-démocrates (KD), la ministre de l'Agriculture et des Forêts Sari Essayah est choisie comme candidate présidentielle du parti lors d'un congrès organisé le 27 août 2023.

### Hjallis Harkimo
Après avoir quitté le Parti de la coalition nationale pour fonder en avril 2018 son propre parti, le Mouvement maintenant (LN), l'homme d'affaire Hjallis Harkimo est choisi le 18 juin 2022 comme candidat présidentiel du parti. Harkimo est notamment connu en Finlande pour ses investissements dans le sport qui le voient devenir le propriétaire de l'équipe de hockey sur glace Jokerit, ainsi que son pour rôle de personnage central de l'émission télévisée Diili, la version finlandaise de The Apprentice.

### Olli Rehn
Économiste de profession, Olli Rehn occupe le poste de gouverneur de la Banque de Finlande après avoir été successivement Commissaire européen aux Affaires économiques et monétaires puis à l'Élargissement de 2004 à 2014, puis ministre des Affaires économiques de 2015 à 2016. Âgé de 61 ans, ce membre du Parti du centre (Kesk) annonce sa candidature à la présidence le 21 juin 2023. Sa candidature officiellement indépendante le voit collecter en septembre 2023 les 20 000 signatures requises,.

### Jutta Urpilainen
Jutta Urpilainen, commissaire européenne aux Partenariats internationaux au moment du scrutin présidentiel, ancienne ministre et ancienne présidente du Parti social-démocrate (SDP), est fréquemment évoquée comme une candidate potentielle jusqu'à ce que la présidente du SDP Sanna Marin finisse par lui demander de se présenter le 16 août 2023. Sanna Marin s'était déclarée nettement opposée à la possibilité d'être elle-même candidate, déclarant en 2022 « ne pas être disponible », une position réitérée en juin 2023 lorsqu'elle déclare « Ce n'est pas le bon moment, et j'ai aucun projet à ce sujet »,
Urpilainen avait déjà été pressentie pour être candidate à l'élection présidentielle de 2018, mais avait décliné la candidature en invoquant des raisons familiales.

## Sondages

### Premier tour
|                |                   |    |     |     |     |     |    |    |    |    |    |     |
| Taloustutkimus | 17–23 Jan 2024    | 3% | 27% | 23% | 18% | 14% | 5% | 7% | 2% | 1% | –  |     |
| Verian         | 17–20 Jan 2024    | 3% | 22% | 20% | 18% | 12% | 5% | 6% | 1% | 1% | –  | 9%  |
| Tietoykkönen   | 9–17 Jan 2024     | 2% | 21% | 22% | 11% | 11% | 4% | 7% | 2% | 1% | –  | 19% |
| Kantar Agri    | 12–17 Jan 2024    | 2% | 24% | 21% | 15% | 12% | 7% | 7% | 2% | 1% | –  | 9%  |
| Verian         | 20–21 Déc 2023    | 4% | 24% | 22% | 13% | 9%  | 5% | 7% | 2% | 1% | –  | 9%  |
| Tietoykkönen   | 5–13 Déc 2023     | 4% | 23% | 22% | 11% | 9%  | 6% | 8% | 1% | 1% | 2% | 13% |
| Kantar Agri    | 15–20 Déc 2023    | 3% | 23% | 23% | 12% | 10% | 6% | 6% | 2% | 1% | –  | 14% |
| Taloustutkimus | 27 Nov–7 Déc 2023 | 4% | 31% | 23% | 10% | 12% | 7% | 5% | 2% | 2% | 2% | –   |
| Tietoykkönen   | 14–23 Nov 2023    | 5% | 21% | 24% | 10% | 9%  | 4% | 6% | ?% | ?% | ?% | ?%  |
| Kantar Public  | 20–21 Nov 2023    | 5% | 24% | 20% | 10% | 10% | 7% | 7% | 2% | 1% | 2% | 11% |

### Second tour
| Institut       | Période   | Haavisto Vihr | Stubb Kok | Indécis |
| -------------- | --------- | ------------- | --------- | ------- |
| Institut       | Période   |               |           |         |
| Taloustutkimus | Fev 2024  | 46 %          | 54 %      | –       |
| Kantar Agri    | Fev 2024  | 46 %          | 54 %      | –       |
| Tietoykkönen   | Fev 2024  | 47 %          | 53 %      | –       |
| Verian         | Fev 2024  | 46 %          | 54 %      | –       |
| Verian         | Jan. 2024 | 43 %          | 57 %      | –       |
| Taloustutkimus | Déc. 2023 | 42 %          | 58 %      | –       |
| Kantar Public  | Nov. 2023 | 42 %          | 55 %      | 3 %     |
| Taloustutkimus | Nov. 2023 | 45 %          | 55 %      | –       |
| Kantar Public  | Oct. 2023 | 51 %          | 46 %      | 3 %     |
| Taloustutkimus | Oct. 2023 | 51 %          | 49 %      | –       |
| Taloustutkimus | Sep. 2023 | 45 %          | 42 %      | 13 %    |
| Taloustutkimus | Août 2023 | 48 %          | 40 %      | 12 %    |
| Ilta-Sanomat   | Mai 2023  | 52 %          | 30 %      | 17 %    |

## Résultats
| Candidats                | Candidats                | Partis                   | Premier tour | Premier tour | Second tour | Second tour |
| Candidats                | Candidats                | Partis                   | Voix         | %            | Voix        | %           |
| ------------------------ | ------------------------ | ------------------------ | ------------ | ------------ | ----------- | ----------- |
|                          | Alexander Stubb          | Kok                      | 882 388      | 27,21        | 1 575 444   | 51,62       |
|                          | Pekka Haavisto           | Vihr                     | 836 712      | 25,80        | 1 476 634   | 48,38       |
|                          | Jussi Halla-aho          | PS                       | 615 802      | 18,99        |             |             |
|                          | Olli Rehn                | Kesk                     | 496 759      | 15,32        |             |             |
|                          | Li Andersson             | Vas                      | 158 579      | 4,89         |             |             |
|                          | Jutta Urpilainen         | SDP                      | 140 867      | 4,34         |             |             |
|                          | Sari Essayah             | KD                       | 47 847       | 1,48         |             |             |
|                          | Mika Aaltola             | Ind.                     | 47 467       | 1,46         |             |             |
|                          | Hjallis Harkimo          | LN                       | 17 030       | 0,52         |             |             |
|                          |                          |                          |              |              |             |             |
| Votes valides            | Votes valides            | Votes valides            | 3 243 451    | 99,72        | 3 052 078   | 99,34       |
| Votes blancs et nuls     | Votes blancs et nuls     | Votes blancs et nuls     | 9 095        | 0,28         | 20 389      | 0,66        |
| Total                    | Total                    | Total                    | 3 252 546    | 100          | 3 072 467   | 100         |
| Abstention               | Abstention               | Abstention               | 1 293 495    | 28,45        | 1 473 574   | 32,41       |
| Inscrits / participation | Inscrits / participation | Inscrits / participation | 4 546 041    | 71,55        | 4 546 041   | 67,59       |

## Analyse
|  |

Le scrutin connaît une hausse de la participation, qui s'établit à 71 %, contre 66 % en 2018. La seule période de vote anticipé qui s'étend du 17 au 23 janvier réunit ainsi déjà près de 1,9 million de bulletins de vote, soit environ 44 % du total des inscrits, contre 37 % en 2018, un record dans le pays,,. Le vote de la diaspora organisé dans les ambassades finlandaises du 17 au 20 janvier connait également une hausse, avec un peu moins de 59 000 votes sur environ 263 000 inscrits, soit plus de 6 000 de plus qu'en 2018.
Après une campagne marquée par les tensions avec la Russie, le premier tour voit arriver en tête Alexander Stubb, du Parti de la coalition nationale (Kok), et Pekka Haavisto, de la Ligue verte (Vihr). Aucun candidat n'ayant réuni la majorité absolue, ces deux candidats s'opposent lors d'un second tour organisé le 11 février. Pekka Haavisto arrive notamment en seconde position pour la troisième fois consécutive, la première place étant à nouveau remportée par un candidat du Kok.
S'ils distancent largement les autres candidats, Jussi Halla-aho, du Parti des Finlandais (PS) et Olli Rehn, du Parti du centre (Kesk), ne parviennent pas à se qualifier pour le ballottage, arrivant respectivement troisième et quatrième.
Alexander Stubb remporte le second tour avec un peu moins de 52 % des voix, pour un taux de participation de plus de 67 %. Pekka Haavisto reconnait sa défaite au soir du scrutin, avant de féliciter son adversaire,. Les deux hommes se rencontrent le lendemain à l'Hôtel de ville d'Helsinki et se serrent publiquement la main. Le président élu remercie à cette occasion Pekka Haavisto, déclarant être fier de l'avoir eu pour adversaire avant de qualifier sa propre victoire de « plus grand honneur » de sa vie. Alexander Stubb entre en fonction le 1er mars 2024,,,.